# Diglyphus pedicellus
Diglyphus pedicellus är en stekelart som beskrevs av Gordh och John Roscoe Hendrickson 1979. Diglyphus pedicellus ingår i släktet Diglyphus och familjen finglanssteklar.
Artens utbredningsområde är Uruguay. Inga underarter finns listade i Catalogue of Life.